# Tistung Deurali
Tistung Deurali – gaun wikas samiti w środkowej części Nepalu w strefie Narajani w dystrykcie Makwanpur. Według nepalskiego spisu powszechnego z 2001 roku liczył on 1190 gospodarstw domowych i 6585 mieszkańców (3293 kobiet i 3292 mężczyzn).